# Salvi Trifó
Salvi Trifó (llatí: Salvius Tryphon) fou un líder i rei dels esclaus revoltats a Sicília al final del segle II aC.
El seu nom era Salvi i es va destacar entre els esclaus per les seves capacitats d'endevinació. Com havia fet abans Eunus amb la màgia i la interpretació dels somnis, feia servir tècniques haruspicials per a consolidar el seu carisma com a cap del moviment de revolta dels esclaus. Per això quan aquests es van revoltar el van aclamar com a rei (103 aC). Va fer honor al nomenament i en poc temps va reunir un exèrcit de 20.000 homes a peu i 2.000 a cavall que van assetjar Morgantina.
El propretor Publi Licini Nerva va atacar per sorpresa el campament dels esclaus i el va ocupar però després fou derrotat per Salvi, que amb aquest fet va assumir tota la pompa de la reialesa. Va administrar justícia vestit amb toga pretexta, rodejat de lictors, i va agafar el nom de Trifó probablement per alguna vinculació amb Diodot Trifó, usurpador del tron selèucida (140 aC-138 aC). Va elegir com a centre del regne la fortalesa de Triocala; el líder dels esclaus revoltats a l'oest de l'illa, Atenió, se li va sotmetre.
La revolta s'havia estès tant que el senat va enviar com a propretor a Luci Licini Lucul·le (103 aC) amb 1.700 homes; Trifó els va presentar batalla en camp obert; dirigia les forces Atenió que encara que un temps abans havia estat empresonat, fou alliberat i va lluitar amb gran valentia resultant malferit; els esclaus foren derrotats i van tenir moltes baixes i Trifó es va haver de retirar a Triocala, que Lucul·le per incapacitat o altres raons no va poder o saber conquerir (102 aC) i va haver de tornar derrotat. El va succeir Gai Servili.
Poc temps després va morir Trifó de mort natural i el va succeir Atenió, i després d'uns mesos de resistència finalment el regne dels esclaus fou esborrat pel cònsol Mani Aquil·li el Jove (101 aC).